# Phrysapoderus biguttatus
Phrysapoderus biguttatus es una especie de coleóptero de la familia Attelabidae.

## Distribución geográfica
Habita en Malasia, Singapur y en Indonesia.